# عينة بيولوجية

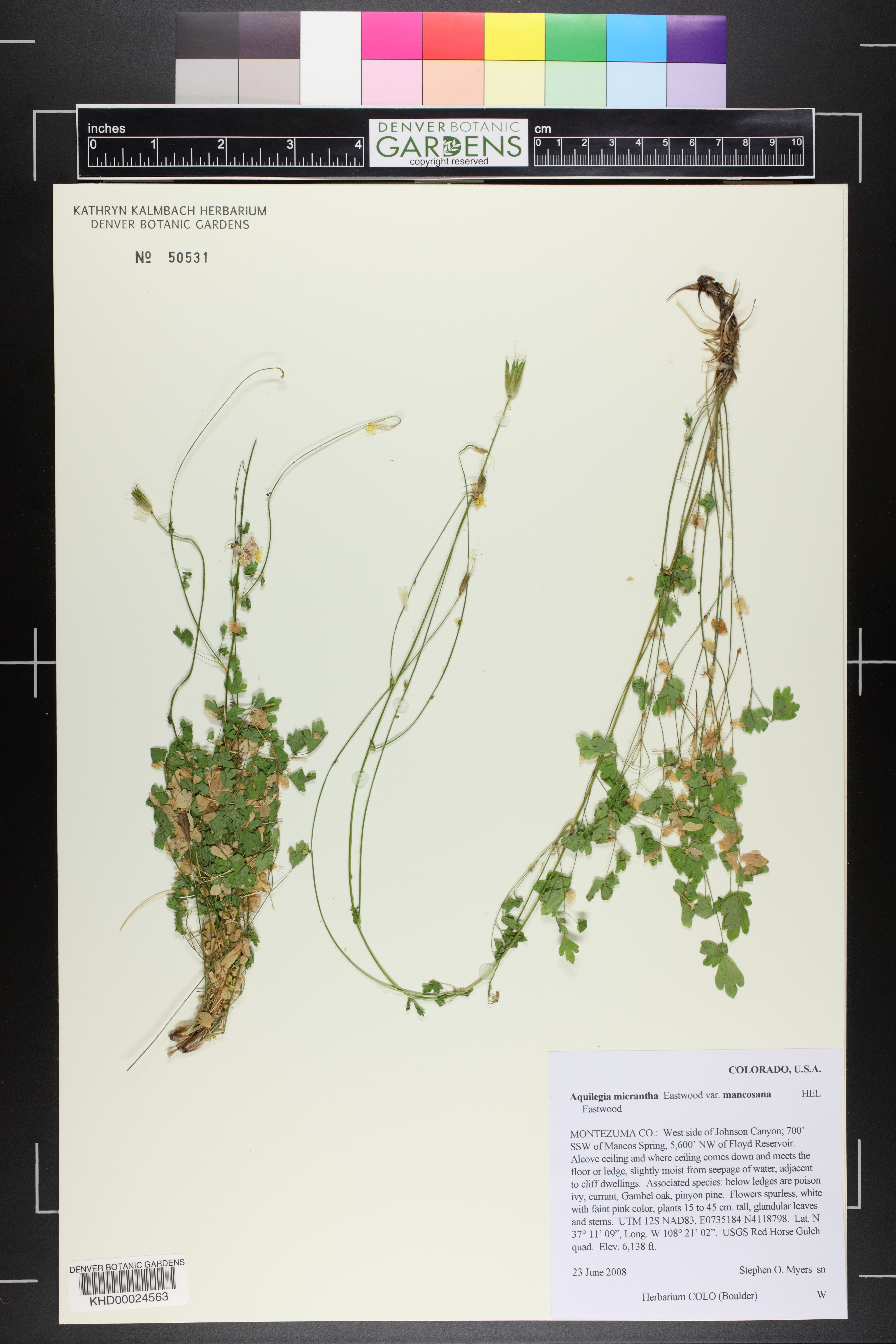
عيّنة من نبات أكويليجيا ميكرانثا فار. مانكوسانا، جُمعت في يونيو 2008 ومُحفوظة في معشبة حديقة دنفر النباتية.

العينة البيولوجية (وتسمى أيضًا العينة الحيوية) هي عينة مخبرية بيولوجية يحتفظ بها مستودع بيولوجي للبحث. تُؤخذ هذه العينة عن طريق أخذ العينات بحيث تكون ممثلة لأي عينة أخرى مأخوذة من مصدر العينة. عندما تخزن العينات البيولوجية، من الناحية المثالية تظل مساوية للعينات التي استجمعت حديثًا لأغراض البحث.
تُخزن العينات البيولوجية البشرية في نوع من المستودعات الحيوية تسمى البنك الحيوي، ويُعتبر علم الحفاظ على العينات البيولوجية هو الأكثر نشاطًا في مجال البنوك الحيوية.

## رقابة الجودة
وضع معايير عامة لجودة العينات البيولوجية كان في البداية جانبًا غير متطور من تطور البنوك الحيوية. هناك نقاش قائم حول المعايير التي يجب اعتمادها والجهة المسؤولة عن إدارتها. ونظرًا لأن العديد من المؤسسات تحدد معاييرها الخاصة، ولأن البنوك الحيوية تُستخدم من قبل جهات متعددة وتسعى عادةً إلى التوسع، فإن توحيد إجراءات التشغيل القياسية للممارسات المخبرية يُعد أولوية قصوى. يجب أن تستند هذه الإجراءات إلى أدلة علمية، وهي قابلة للتحديث مع تقدم الأبحاث وتطور التكنولوجيا.

## روابط خارجية
- بيانات أبحاث المستودعات الحيوية، وهي مجموعة منسقة من المقالات حول العينات الحيوية.
- المستودعات الحيوية وأبحاث العينات الحيوية
- المستودعات الحيوية المركزية للعينة ، قائمة عالمية للبنوك الحيوية النشطة والمستودعات الحيوية.